# Toulaman
Toulaman is een rivier op het Caribische eiland Dominica. De bron ligt op de Morne Diablotins. De Toulaman mondt uit in zee aan de noordoostelijke kust, ten noorden van Marigot.